# Giuseppe Dalla Torre (giornalista)
Il conte Giuseppe Dalla Torre del Tempio di Sanguinetto (Padova, 19 marzo 1885 – Città del Vaticano, 17 ottobre 1967) è stato un giornalista italiano.

## Biografia
Discendente da un'antica famiglia comitale trevigiana poi trasferitasi a Roma, da sempre legata alla Santa Sede, fin da ragazzo ha tra i suoi interessi principali l'Azione Cattolica e il giornalismo. Conosce Giuseppe Sacchetti (1845-1906), direttore della Voce della Verità, quotidiano dell'intransigentismo veneto. Frequenta le scuole della città natale; partecipa al movimento cattolico locale ed è presidente della federazione giovanile diocesana.
Dopo le prime esperienze giornalistiche, come collaboratore del giornale vicentino Il Berico e corrispondente del quotidiano fiorentino Unità cattolica (diretta dal Sacchetti), viene chiamato a dirigere il nuovo quotidiano La Libertà (1909). Nello stesso anno si laurea in giurisprudenza all'Università di Padova.
Il primo numero del giornale esce a Padova il 15 dicembre 1909. Il quotidiano si segnala per essere uno dei primi in Veneto a superare le posizioni intransigentiste dell'Opera dei Congressi, la principale associazione laicale cattolica italiana. Grazie anche alla visibilità ottenuta dalla direzione della Libertà, Dalla Torre diviene il presidente diocesano dell'Azione cattolica padovana (1911).
Il suo nome viene segnalato a Papa Pio X che, nell'ottobre 1912, lo nomina alla presidenza dell'Unione popolare. In occasione delle assemblee nazionali del movimento cattolico (Unione popolare, Azione cattolica, Settimana sociale), Dalla Torre tenne discorsi pubblici, concordati con la Santa Sede, in cui affermò che il tempo dell'ostilità tra Stato e Chiesa cattolica era prossimo all'esaurimento e che le due parti sarebbero dovute addivenire a un accordo soddisfacente per entrambe.
Nel 1915 venne nominato da Benedetto XV (salito al Soglio pontificio nel 1914) presidente della giunta direttiva dell'Azione cattolica, organo di vertice istituito dal pontefice per coordinare l'attività delle varie organizzazioni laiche cattoliche. All'entrata in guerra dell'Italia nella prima guerra mondiale (maggio 1915), Dalla Torre si arruolò volontario. Aveva 30 anni. Sotto le armi, ufficiale di artiglieria in zona di operazioni, si ammalò di diabete e dovette tornare alla vita civile.
Dopo la fine della guerra (1919), Papa Benedetto emanò nuove direttive ai laici cattolici. Richiamò l'Azione cattolica alla preparazione delle coscienze per la restaurazione cristiana della società, al di fuori e al di sopra dell'azione politica. Dalla Torre fu protagonista di questa nuova fase. Nel 1920 fu chiamato alla direzione dell'Osservatore Romano, sommando tale carica a quella di presidente del consiglio d'amministrazione, che deteneva dal 1918.
La sua esperienza alla direzione del quotidiano ufficioso della Santa Sede durò ben quarant'anni (1920-1960), un periodo storico segnato da profondi rivolgimenti nella vita pubblica nazionale. L'Osservatore Romano divenne il fedele interprete del magistero pontificio, mai cedendo di fronte alle questioni di principio. Dalle colonne del quotidiano vaticano, Dalla Torre lottò in difesa della libertà di coscienza contro le pretese totalitarie.
Tra le battaglie da lui sostenute: quella sull'educazione dei giovani (anni venti); quella del 1931, quando il regime fascista, sciogliendo d'autorità l'Azione cattolica, credette di realizzare le sue ambizioni totalitarie; la confutazione del Date a Cesare di Mario Missiroli (1929) con il saggio Date a Dio (1930); e poi la presa di distanza dal razzismo tedesco. Nel 1929, dopo la conclusione dei Patti Lateranensi, Dalla Torre, su richiesta della Segreteria di Stato vaticana, si trasferì con la propria famiglia all'interno del nuovo stato e ne prese la cittadinanza.
Il nuovo direttore volle aumentare l'attenzione ai fatti della politica mondiale: nel 1934 affidò al giovane Guido Gonella una rubrica di commento della politica internazionale: nacquero così gli Acta Diurna. La tiratura dell'Osservatore aumentò fino a superare quelle di qualsiasi altro quotidiano romano. Il direttore affiancò al quotidiano un settimanale illustrato, L'Illustrazione vaticana. All'interno del settimanale, la rubrica “La quindicina internazionale” fu curata da Alcide De Gasperi. In questi anni il nome di Dalla Torre assunse risonanza e prestigio sul piano internazionale. Dal 1934 al 1960 fu presidente dell'Union internationale de la Presse catholique. Dopo la seconda guerra mondiale fu nominato membro dell'Accademia francese di scienze morali e politiche.
Per tutti gli anni trenta Dalla Torre fu attentamente seguito dalla polizia politica come personaggio ostile al regime. Con l'entrata in guerra dell'Italia nel secondo conflitto mondiale si ebbe un giro di vite da parte del regime sull'Osservatore. Il quotidiano non poté pubblicare nessun comunicato sulle operazioni belliche, né dell'Italia né di qualsiasi altra nazione impegnata nel conflitto.
Nei lunghi mesi dell'occupazione nazista di Roma (settembre 1943-maggio 1944), Dalla Torre difese l'indipendenza del giornale. Riuscì a salvare diverse personalità antifasciste, ebrei, perseguitati politici. Al termine del conflitto, il Corpo d'armata di Roma lo decorò con la Croce di Guerra.
Dopo il ritorno alla libertà, l'Osservatore riprese le sue funzioni di foglio pontificio. Nel 1960 diede volontariamente le dimissioni per raggiunti limiti d'età (aveva 75 anni). Nominato direttore emerito, continuò a frequentare la redazione del giornale fino a quando le forze glielo consentirono. Papa Giovanni XXIII gli conferì l'onorificenza di cavaliere di gran croce dell'Ordine Piano.
Morì nella sua casa alla Città del Vaticano il 17 ottobre 1967.
Fu nonno di Giacomo Dalla Torre del Tempio di Sanguinetto (1944-2020) che fu, dal 2018 alla morte, Principe e Gran Maestro del Sovrano Militare Ordine di Malta.

## Opere
- Memorie (Milano, 1965)
- I cattolici e la vita pubblica italiana (1864-1920), Città del Vaticano, 1944